# Béni Kállay
Béni Kállay de Nagy-Kálló, Duits: Benjamin von Kállay (Boedapest, 22 december 1839 - ?, 13 juli 1903) was een Oostenrijk-Hongaars staatsman. In zijn leven maakte hij veel reizen doorheen Rusland, Europees-Turkije en Anatolië en op die manier verwierf hij kennis van het Grieks, Turks en verschillende Slavische talen. Zo sprak hij vloeiend Servisch.

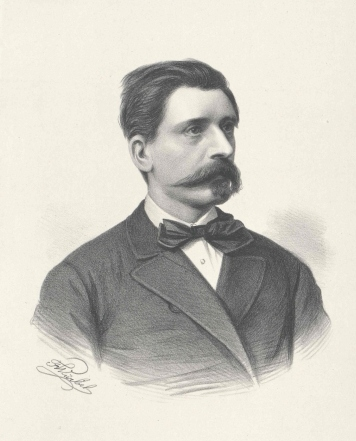
Béni Kállay

In 1873 huwde von Kállay gravin Vilma Bethlen, met wie hij twee dochters en een zoon kreeg. De populariteit die hij later zou genieten in Bosnië had hij voor een groot stuk te danken aan de tact en de charmes van zijn echtgenote. Hij stierf op 13 juli 1903.

## Zijn politieke leven
In navolging van zijn vader, een hoge vertegenwoordiger van de Hongaarse regering, toonde Benjamin reeds op jonge leeftijd een grote interesse voor politiek en in het bijzonder voor de Grote Oosterse Kwestie.
In 1867 kreeg hij een zetel in het Hongaarse parlement. In 1869 werd hij aangesteld tot consul-generaal in Belgrado en in 1872 bracht hij voor het eerst een bezoek aan Bosnië. Zijn visie op het Balkan-vraagstuk had een grote invloed op graaf Andrássy, de Oostenrijk-Hongaarse minister van Buitenlandse Zaken. In 1875 verliet hij Belgrado om opnieuw te gaan zetelen in het Hongaarse parlement.
Na de Russisch-Turkse Oorlog (1877-1878) ging hij naar Philippopolis (het huidige Plovdiv) als buitengewoon gezant voor Oostenrijk-Hongarije in de Internationale Commissie voor Oost-Roemelië. In 1879 werd hij tweede, en kort nadien eerste departementschef van het Oostenrijks-Hongaars ministerie van Buitenlandse Zaken in Wenen. Op 4 juni 1882 werd hij aangesteld tot minister van Financiën en bestuurder van Bosnië en Herzegovina. Het is vooral deze laatste functie die hij gedurende 21 jaar vervulde die hem blijvende faam gaf.

## Zijn literaire leven
Benjamin had ook verdiensten als auteur. Hij vertaalde On Liberty van John Stuart Mill in het Hongaars en voorzag het van een inleidende kritiek. Zijn versie van Galatea, een stuk van de Griekse dramaticus Spiridion N. Basiliades (1843-1874) oogstte veel succes op de Hongaarse podia. Zijn eigen werken over de Servische geschiedenis (Geschichte des Serben) en over de oriëntale ambitie van Rusland (Die Orientpolitik Russlands) werden in het Duits vertaald door J. H. Schwicker en in Leipzig gepubliceerd in 1878. In zijn opinie was zijn meesterwerk een academische oriëntatie betreffende de politieke en geografische positie van Hongarije als een link tussen Oost en West.